# Coleophora cervinella
Coleophora cervinella é uma espécie de mariposa do gênero Coleophora pertencente à família Coleophoridae.